# آزمایش (نظریه احتمال)
در تئوری احتمال، آزمایش (به انگلیسی: Experiment) (یا تلاش آزمایشی trial) به هر رویه‌ای گفته می‌شود که می‌تواند بی‌نهایت تکرار شود و مجموعه‌ای از نتایج ممکن به‌خوبی تعریف‌شده دارد که به عنوان فضای نمونه شناخته می‌شود. یک آزمایش اگر بیش از یک نتیجه ممکن داشته باشد تصادفی است و اگر تنها یک نتیجه داشته باشد قطعی است. یک آزمایش تصادفی که دقیقاً دو نتیجه ممکن (متقابل انحصاری) دارد به عنوان آزمایش برنولی شناخته می‌شود.